# 北秋田郡

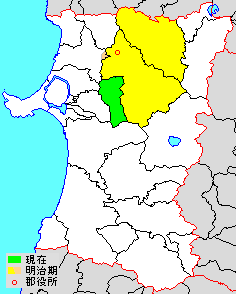
秋田県北秋田郡の範囲（緑：上小阿仁村 薄黄：後に他郡に編入された区域）

北秋田郡（きたあきたぐん）は、秋田県の郡。
人口1,737人、面積256.72km²、人口密度6.77人/km²。（2025年2月1日、推計人口）
以下の1村を含む。
- 上小阿仁村（かみこあにむら）

## 郡域
1878年（明治11年）に行政区画として発足した当時の郡域は、上記1村のほか、以下の区域にあたる。
- 大館市
- 北秋田市
- 能代市の一部（二ツ井町小繫・二ツ井町麻生）

## 歴史

### 郡発足までの沿革
- 幕末時点では出羽国に所属し、全域が久保田藩領であった。「旧高旧領取調帳」に記載されている、秋田郡のうち後の本郡域の明治初年時点での村は以下の通り（2町117村）

大館町、沼館村、茂内村、大茂内村、雪沢村、松木村、釈迦内村、松峯村、花岡村、粕田村、商人留村、橋桁村、白沢村、長走村、岩瀬村、川口村、山田村、外川原村、根下戸村、小館花村、片山村、小繋村、今泉村、前山村、坊沢村、黒沢村、綴子村、鷹巣村、脇神村、中屋敷村、横淵村、岩脇村、七日市村、品類村、小森村、太田新田村、長坂村、早口村、摩当村、小沢田村、沖田面村、大林村、南沢村、福館村、五反沢村、仏社村、杉花村、堂川村、鎌沢村、三木田村、摩当沢村、三里村、芹沢村、根田村、羽根山村、李岱村、福田村、新田目村、本城村、道城村、上杉村、下杉村、川井村、八幡岱新田村、木戸石村、増沢村、麻生村、米内沢村、寄延村、浦田村、桂瀬村、前田村（現・北秋田市）、小又村、根森田村、森吉村、小様村、小淵村、五味堀村、吉田村、水無村、荒瀬村、板沢村、櫃崎村、赤石村、小袴村、大披村、出川村、二井田村、下川原村、杉沢村、寺崎村、本宮村、大子内村、小坪沢村、白沢水沢村、八木橋村、片貝村、谷地中村、笹館村、達子村、釣田村、扇田村、餌釣村、山館村、新館村、味噌内村、大葛村、中野村、十二所町、道目木村、沢尻村、葛原村、別所村、猿間村、軽井沢村、中山村、曲田村、独鈷村、前田村（現・大館市）
- 明治元年12月7日（1869年1月19日） - 出羽国が分割され、秋田郡は羽後国の所属となる。
- 明治4年（2町123村）
  - 1月13日（1871年3月3日） - 久保田藩が改称して秋田藩となる。
  - 7月14日（1871年8月19日） - 廃藩置県により藩領が秋田県となる。
  - 11月2日（1871年12月13日） - 第1次府県統合により秋田県の管轄となる。
  - 前田村（現・北秋田市）が阿仁前田村に改称。
  - 大館町枝郷の餅田村・上代野村・下代野村・芦田子村・東村・柄沢村が独立。
- 明治7年（1874年） - 寄延村が浦田村に合併。（2町122村）
- 明治9年（1876年）（2町115村）
  - 横淵村・岩脇村・品類村が七日市村に、摩当沢村が三木田村に、沢尻村・別所村が十二所町にそれぞれ合併。
  - 太田新田村・摩当村が合併して栄村となる。
- 明治10年（1877年）（3町120村）
  - 大館町のうち内町（武家町）が東大館町、外町（商人町）が西大館町に再編。
  - 釣田村が達子村に合併。
  - このころ寺崎村が八木橋村に合併。

### 郡発足後の沿革
- 明治11年（1878年）（59村）
  - 12月23日 - 郡区町村編制法の秋田県での施行により、秋田郡のうち鷹巣村など3町120村の区域に行政区画としての北秋田郡が発足。郡役所を鷹巣村に設置。
  - 前田村（現・大館市）が比内前田村に改称。
- 明治13年（1880年） - 大館町より池内村が独立。（3町121村）

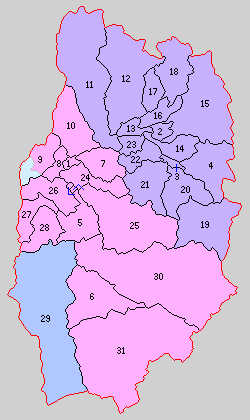
1.鷹巣村 2.大館町（柄沢村編入前） 3.扇田村 4.十二所町 5.米内沢村 6.阿仁銅山村 7.栄村 8.坊沢村 9.七座村 10.綴子村 11.早口村 12.山瀬村 13.下川沿村 14.上川沿村 15.長木村（柄沢村分割前） 16.釈迦内村 17.花岡村 18.矢立村 19.大葛村 20.東館村 21.西館村 22.二井田村 23.真中村 24.沢口村 25.七日市村 26.大野村 27.落合村 28.下小阿仁村 29.上小阿仁村 30.前田村 31.荒瀬村（紫：大館市 桃：北秋田市 水色：能代市 青：合併なし）
- 明治22年（1889年）4月1日 - 町村制の施行により以下の村が発足。（2町29村）
  - 鷹巣村（単独村制、現・北秋田市）
  - 大館町 ← 東大館町、西大館町（現・大館市）
  - 扇田村（単独村制、現・大館市）
  - 十二所町 ← 十二所町、道目木村、葛原村、猿間村、軽井沢村、曲田村（現・大館市）
  - 米内沢村 ← 米内沢村、本城村、浦田村（現・北秋田市）
  - 阿仁銅山村 ← 小様村、小淵村、水無村、吉田村、阿仁銀山町[1]、真木沢鉱山、一ノ又鉱山、三枚鉱山、小沢鉱山、萱草鉱山、二ノ又鉱山（現・北秋田市）
  - 栄村（単独村制、現・北秋田市）
  - 坊沢村（単独村制、現・北秋田市）
  - 七座村 ← 黒沢村、前山村、今泉村（現・北秋田市）、小繋村、麻生村（現・能代市）
  - 綴子村（単独村制、現・北秋田市）
  - 早口村 ← 早口村、長坂村、外川原村（現・大館市）
  - 山瀬村 ← 山田村、岩瀬村（現・大館市）
  - 下川沿村 ← 片山村、餅田村、立花村[2]、川口村（現・大館市）
  - 上川沿村 ← 池内村、小館花村、根下戸村、餌釣村、山館村、中山村（現・大館市）
  - 長木村 ← 上代野村、下代野村、芦田子村、大茂内村、茂内村、東村、柄沢村、雪沢村（現・大館市）
  - 釈迦内村 ← 釈迦内村、松木村、松峯村、沼館村、商人留村（現・大館市）
  - 花岡村（単独村制、現・大館市）
  - 矢立村 ← 白沢村、粕田村、橋桁村、長走村（現・大館市）
  - 大葛村（単独村制、現・大館市）
  - 東館村 ← 独鈷村、新館村、味噌内村、中野村（現・大館市）
  - 西館村 ← 笹館村、谷地中村、達子村、八木橋村、片貝村、小坪沢村、白沢水沢村（現・大館市）
  - 二井田村 ← 二井田村、本宮村、下川原村、比内前田村、杉沢村、大子内村（現・大館市）
  - 真中村 ← 赤石村、板沢村、大披村、櫃崎村、小袴村、出川村（現・大館市）
  - 沢口村 ← 中屋敷村、脇神村、小森村（現・北秋田市）
  - 七日市村（単独村制、現・北秋田市）
  - 大野村 ← 上杉村、下杉村、川井村、道城村、木戸石村、八幡岱新田村、増沢村（現・北秋田市）
  - 落合村 ← 李岱村、福田村、新田目村、羽根山村（現・北秋田市）
  - 下小阿仁村 ← 芹沢村、鎌沢村、三木田村、三里村、根田村（現・北秋田市）
  - 上小阿仁村 ← 小沢田村、堂川村、仏社村、杉花村、五反沢村、福館村、大林村、南沢村、沖田面村（現存）
  - 前田村 ← 小又村、五味堀村、根森田村、森吉村、阿仁前田村、桂瀬村（現・北秋田市）
  - 荒瀬村（単独村制、現・北秋田市）
- 明治24年（1891年）4月1日 - 郡制を施行。
- 明治25年（1892年）4月11日 - 大野村の一部（上杉・下杉・川井・道城）に上大野村、残部（木戸石・八幡岱新田・増沢）に下大野村が発足。（2町30村）
- 明治29年（1896年）
  - 6月15日 - 扇田村が町制施行して扇田町となる。（3町29村）
  - 荒瀬村の一部[3]が阿仁銅山村に編入。
- 明治30年（1897年）1月21日 - 阿仁銅山村が町制施行・改称して阿仁合町となる。（4町28村）
- 明治33年（1900年）6月5日 - 鷹巣村が町制施行して鷹巣町となる。（5町27村）
- 明治35年（1902年）6月14日 - 米内沢村が町制施行して米内沢町となる。（6町26村）
- 大正12年（1923年）4月1日 - 郡会が廃止。郡役所は存続。
- 大正15年（1926年）7月1日 - 郡役所が廃止。以降は地域区分名称となる。
- 昭和7年（1932年）
  - 8月1日 - 長木村のうち旧柄沢村を分割し、大館町に編入する。[4]
  - 10月1日 - 花岡村が町制施行して花岡町となる。（7町25村）
- 昭和12年（1937年）
  - 4月1日 - 荒瀬村の一部[5]が阿仁合町に編入。
  - 9月1日 - 荒瀬村が改称して大阿仁村となる。
- 昭和22年（1947年）7月1日 - 早口村が町制施行して早口町となる。（8町24村）
- 昭和26年（1951年）4月1日 - 大館町・釈迦内村が合併して大館市が発足し、郡より離脱。（7町23村）
- 昭和30年（1955年）
  - 3月1日（7町17村）
    - 花岡町・矢立村が合併して花矢町が発足。
    - 上川沿村・下川沿村・長木村・二井田村・真中村が大館市に編入。

  - 3月31日（7町10村）
    - 扇田町・大葛村・東館村・西館村が合併して比内町が発足。
    - 上大野村・下大野村・落合村・下小阿仁村が合併して合川町が発足。
    - 十二所町が大館市に編入。

  - 4月1日（7町5村）
    - 鷹巣町・栄村・坊沢村・七座村・沢口村が合併し、改めて鷹巣町が発足。
    - 阿仁合町・大阿仁村が合併して阿仁町が発足。

  - 10月1日 - 鷹巣町の一部（旧七座村の小繫・麻生）が山本郡二ツ井町（現・能代市）に編入。
- 昭和31年（1956年）9月30日（7町1村）
  - 早口町・山瀬村が合併して田代町が発足。
  - 米内沢町・前田村が合併して森吉町が発足。
  - 綴子村・七日市村が鷹巣町に編入。
- 昭和42年（1967年）12月21日 - 花矢町が大館市に編入。（6町1村）
- 平成17年（2005年）
  - 3月22日 - 鷹巣町・合川町・森吉町・阿仁町が合併して北秋田市が発足し、郡より離脱。（2町1村）
  - 6月20日 - 比内町・田代町が大館市に編入。（1村）

### 変遷表
| 明治以前     | 明治以前     | 明治初年 - 明治22年      | 明治22年 4月1日 町村制施行 | 明治22年 - 大正15年         | 明治22年 - 大正15年               | 昭和元年 - 昭和29年           | 昭和30年 - 昭和64年          | 昭和30年 - 昭和64年                  | 昭和30年 - 昭和64年           | 平成元年 - 現在              | 現在       |
| ------------ | ------------ | ------------------------ | -------------------------- | --------------------------- | --------------------------------- | ----------------------------- | ---------------------------- | ------------------------------------ | ----------------------------- | ---------------------------- | ---------- |
| 釈迦内村     | 釈迦内村     | 釈迦内村                 | 釈迦内村                   | 釈迦内村                    | 釈迦内村                          | 釈迦内村                      | 昭和26年4月1日 大館市        | 大館市                               | 大館市                        | 大館市                       | 大館市     |
| 松木村       | 松木村       | 松木村                   | 釈迦内村                   | 釈迦内村                    | 釈迦内村                          | 釈迦内村                      | 昭和26年4月1日 大館市        | 大館市                               | 大館市                        | 大館市                       | 大館市     |
| 松峯村       | 松峯村       | 松峯村                   | 釈迦内村                   | 釈迦内村                    | 釈迦内村                          | 釈迦内村                      | 昭和26年4月1日 大館市        | 大館市                               | 大館市                        | 大館市                       | 大館市     |
| 沼館村       | 沼館村       | 沼館村                   | 釈迦内村                   | 釈迦内村                    | 釈迦内村                          | 釈迦内村                      | 昭和26年4月1日 大館市        | 大館市                               | 大館市                        | 大館市                       | 大館市     |
| 商人留村     | 商人留村     | 商人留村                 | 釈迦内村                   | 釈迦内村                    | 釈迦内村                          | 釈迦内村                      | 昭和26年4月1日 大館市        | 大館市                               | 大館市                        | 大館市                       | 大館市     |
| 大館町       | 大館町       | 明治10年 東大館町        | 大館町                     | 大館町                      | 大館町                            | 大館町                        | 昭和26年4月1日 大館市        | 大館市                               | 大館市                        | 大館市                       | 大館市     |
| 大館町       | 大館町       | 明治10年 西大館町        | 大館町                     | 大館町                      | 大館町                            | 大館町                        | 昭和26年4月1日 大館市        | 大館市                               | 大館市                        | 大館市                       | 大館市     |
| 大館町       | 大館町       | 明治4年 分立 柄沢村      | 長木村                     | 長木村                      | 長木村                            | 昭和7年8月1日 大館町に編入    | 昭和26年4月1日 大館市        | 大館市                               | 大館市                        | 大館市                       | 大館市     |
| 大館町       | 大館町       | 明治4年 分立 上代野村    | 長木村                     | 長木村                      | 長木村                            | 長木村                        | 昭和30年3月1日 大館市に編入  | 大館市                               | 大館市                        | 大館市                       | 大館市     |
| 大館町       | 大館町       | 明治4年 分立 下代野村    | 長木村                     | 長木村                      | 長木村                            | 長木村                        | 昭和30年3月1日 大館市に編入  | 大館市                               | 大館市                        | 大館市                       | 大館市     |
| 大館町       | 大館町       | 明治4年 分立 東村        | 長木村                     | 長木村                      | 長木村                            | 長木村                        | 昭和30年3月1日 大館市に編入  | 大館市                               | 大館市                        | 大館市                       | 大館市     |
| 芦田子村     | 芦田子村     | 芦田子村                 | 長木村                     | 長木村                      | 長木村                            | 長木村                        | 昭和30年3月1日 大館市に編入  | 大館市                               | 大館市                        | 大館市                       | 大館市     |
| 大茂内村     | 大茂内村     | 大茂内村                 | 長木村                     | 長木村                      | 長木村                            | 長木村                        | 昭和30年3月1日 大館市に編入  | 大館市                               | 大館市                        | 大館市                       | 大館市     |
| 茂内村       | 茂内村       | 茂内村                   | 長木村                     | 長木村                      | 長木村                            | 長木村                        | 昭和30年3月1日 大館市に編入  | 大館市                               | 大館市                        | 大館市                       | 大館市     |
| 雪沢村       | 雪沢村       | 雪沢村                   | 長木村                     | 長木村                      | 長木村                            | 長木村                        | 昭和30年3月1日 大館市に編入  | 大館市                               | 大館市                        | 大館市                       | 大館市     |
| 赤石村       | 赤石村       | 赤石村                   | 真中村                     | 真中村                      | 真中村                            | 真中村                        | 昭和30年3月1日 大館市に編入  | 大館市                               | 大館市                        | 大館市                       | 大館市     |
| 板沢村       | 板沢村       | 板沢村                   | 真中村                     | 真中村                      | 真中村                            | 真中村                        | 昭和30年3月1日 大館市に編入  | 大館市                               | 大館市                        | 大館市                       | 大館市     |
| 大披村       | 大披村       | 大披村                   | 真中村                     | 真中村                      | 真中村                            | 真中村                        | 昭和30年3月1日 大館市に編入  | 大館市                               | 大館市                        | 大館市                       | 大館市     |
| 小袴村       | 小袴村       | 小袴村                   | 真中村                     | 真中村                      | 真中村                            | 真中村                        | 昭和30年3月1日 大館市に編入  | 大館市                               | 大館市                        | 大館市                       | 大館市     |
| 出川村       | 出川村       | 出川村                   | 真中村                     | 真中村                      | 真中村                            | 真中村                        | 昭和30年3月1日 大館市に編入  | 大館市                               | 大館市                        | 大館市                       | 大館市     |
| 櫃崎村       |              | 櫃崎村                   | 真中村                     | 真中村                      | 真中村                            | 真中村                        | 昭和30年3月1日 大館市に編入  | 大館市                               | 大館市                        | 大館市                       | 大館市     |
| 櫃崎村       | （立花村）   | 櫃崎村                   | 下川沿村                   | 下川沿村                    | 下川沿村                          | 下川沿村                      | 昭和30年3月1日 大館市に編入  | 大館市                               | 大館市                        | 大館市                       | 大館市     |
| 片山村       | 片山村       | 片山村                   | 下川沿村                   | 下川沿村                    | 下川沿村                          | 下川沿村                      | 昭和30年3月1日 大館市に編入  | 大館市                               | 大館市                        | 大館市                       | 大館市     |
| 川口村       | 川口村       | 川口村                   | 下川沿村                   | 下川沿村                    | 下川沿村                          | 下川沿村                      | 昭和30年3月1日 大館市に編入  | 大館市                               | 大館市                        | 大館市                       | 大館市     |
| 大館町       | 大館町       | 明治4年 分立 餅田村      | 下川沿村                   | 下川沿村                    | 下川沿村                          | 下川沿村                      | 昭和30年3月1日 大館市に編入  | 大館市                               | 大館市                        | 大館市                       | 大館市     |
| 大館町       | 大館町       | 明治13年 分立 池内村     | 上川沿村                   | 上川沿村                    | 上川沿村                          | 上川沿村                      | 昭和30年3月1日 大館市に編入  | 大館市                               | 大館市                        | 大館市                       | 大館市     |
| 小館花村     | 小館花村     | 小館花村                 | 上川沿村                   | 上川沿村                    | 上川沿村                          | 上川沿村                      | 昭和30年3月1日 大館市に編入  | 大館市                               | 大館市                        | 大館市                       | 大館市     |
| 根下戸村     | 根下戸村     | 根下戸村                 | 上川沿村                   | 上川沿村                    | 上川沿村                          | 上川沿村                      | 昭和30年3月1日 大館市に編入  | 大館市                               | 大館市                        | 大館市                       | 大館市     |
| 餌釣村       | 餌釣村       | 餌釣村                   | 上川沿村                   | 上川沿村                    | 上川沿村                          | 上川沿村                      | 昭和30年3月1日 大館市に編入  | 大館市                               | 大館市                        | 大館市                       | 大館市     |
| 山館村       | 山館村       | 山館村                   | 上川沿村                   | 上川沿村                    | 上川沿村                          | 上川沿村                      | 昭和30年3月1日 大館市に編入  | 大館市                               | 大館市                        | 大館市                       | 大館市     |
| 中山村       | 中山村       | 中山村                   | 上川沿村                   | 上川沿村                    | 上川沿村                          | 上川沿村                      | 昭和30年3月1日 大館市に編入  | 大館市                               | 大館市                        | 大館市                       | 大館市     |
| 二井田村     | 二井田村     | 二井田村                 | 二井田村                   | 二井田村                    | 二井田村                          | 二井田村                      | 昭和30年3月1日 大館市に編入  | 大館市                               | 大館市                        | 大館市                       | 大館市     |
| 本宮村       | 本宮村       | 本宮村                   | 二井田村                   | 二井田村                    | 二井田村                          | 二井田村                      | 昭和30年3月1日 大館市に編入  | 大館市                               | 大館市                        | 大館市                       | 大館市     |
| 下川原村     | 下川原村     | 下川原村                 | 二井田村                   | 二井田村                    | 二井田村                          | 二井田村                      | 昭和30年3月1日 大館市に編入  | 大館市                               | 大館市                        | 大館市                       | 大館市     |
| 前田村       | 前田村       | 明治11年 改称 比内前田村 | 二井田村                   | 二井田村                    | 二井田村                          | 二井田村                      | 昭和30年3月1日 大館市に編入  | 大館市                               | 大館市                        | 大館市                       | 大館市     |
| 杉沢村       | 杉沢村       | 杉沢村                   | 二井田村                   | 二井田村                    | 二井田村                          | 二井田村                      | 昭和30年3月1日 大館市に編入  | 大館市                               | 大館市                        | 大館市                       | 大館市     |
| 大子内村     | 大子内村     | 大子内村                 | 二井田村                   | 二井田村                    | 二井田村                          | 二井田村                      | 昭和30年3月1日 大館市に編入  | 大館市                               | 大館市                        | 大館市                       | 大館市     |
| 十二所町     | 十二所町     | 明治9年 十二所町         | 十二所町                   | 十二所町                    | 十二所町                          | 十二所町                      | 昭和30年3月31日 大館市に編入 | 大館市                               | 大館市                        | 大館市                       | 大館市     |
| 沢尻村       |              | 明治9年 十二所町         | 十二所町                   | 十二所町                    | 十二所町                          | 十二所町                      | 昭和30年3月31日 大館市に編入 | 大館市                               | 大館市                        | 大館市                       | 大館市     |
| 別所村       |              | 明治9年 十二所町         | 十二所町                   | 十二所町                    | 十二所町                          | 十二所町                      | 昭和30年3月31日 大館市に編入 | 大館市                               | 大館市                        | 大館市                       | 大館市     |
| 道目木村     | 道目木村     | 道目木村                 | 十二所町                   | 十二所町                    | 十二所町                          | 十二所町                      | 昭和30年3月31日 大館市に編入 | 大館市                               | 大館市                        | 大館市                       | 大館市     |
| 葛原村       | 葛原村       | 葛原村                   | 十二所町                   | 十二所町                    | 十二所町                          | 十二所町                      | 昭和30年3月31日 大館市に編入 | 大館市                               | 大館市                        | 大館市                       | 大館市     |
| 猿間村       | 猿間村       | 猿間村                   | 十二所町                   | 十二所町                    | 十二所町                          | 十二所町                      | 昭和30年3月31日 大館市に編入 | 大館市                               | 大館市                        | 大館市                       | 大館市     |
| 軽井沢村     | 軽井沢村     | 軽井沢村                 | 十二所町                   | 十二所町                    | 十二所町                          | 十二所町                      | 昭和30年3月31日 大館市に編入 | 大館市                               | 大館市                        | 大館市                       | 大館市     |
| 曲田村       | 曲田村       | 曲田村                   | 十二所町                   | 十二所町                    | 十二所町                          | 十二所町                      | 昭和30年3月31日 大館市に編入 | 大館市                               | 大館市                        | 大館市                       | 大館市     |
| 花岡村       | 花岡村       | 花岡村                   | 花岡村                     | 花岡村                      | 花岡村                            | 昭和7年9月30日 町制 花岡町    | 昭和30年3月1日 花矢町        | 昭和30年3月1日 花矢町                | 昭和42年12月21日 大館市に編入 | 大館市                       | 大館市     |
| 白沢村       | 白沢村       | 白沢村                   | 矢立村                     | 矢立村                      | 矢立村                            | 矢立村                        | 昭和30年3月1日 花矢町        | 昭和30年3月1日 花矢町                | 昭和42年12月21日 大館市に編入 | 大館市                       | 大館市     |
| 粕田村       | 粕田村       | 粕田村                   | 矢立村                     | 矢立村                      | 矢立村                            | 矢立村                        | 昭和30年3月1日 花矢町        | 昭和30年3月1日 花矢町                | 昭和42年12月21日 大館市に編入 | 大館市                       | 大館市     |
| 橋桁村       | 橋桁村       | 橋桁村                   | 矢立村                     | 矢立村                      | 矢立村                            | 矢立村                        | 昭和30年3月1日 花矢町        | 昭和30年3月1日 花矢町                | 昭和42年12月21日 大館市に編入 | 大館市                       | 大館市     |
| 長走村       | 長走村       | 長走村                   | 矢立村                     | 矢立村                      | 矢立村                            | 矢立村                        | 昭和30年3月1日 花矢町        | 昭和30年3月1日 花矢町                | 昭和42年12月21日 大館市に編入 | 大館市                       | 大館市     |
| 扇田村       | 扇田村       | 扇田村                   | 扇田村                     | 明治29年6月15日 町制 扇田町 | 明治29年6月15日 町制 扇田町       | 扇田町                        | 昭和30年3月31日 比内町       | 昭和30年3月31日 比内町               | 比内町                        | 平成17年6月20日 大館市に編入 | 大館市     |
| 大葛村       | 大葛村       | 大葛村                   | 大葛村                     | 大葛村                      | 大葛村                            | 大葛村                        | 昭和30年3月31日 比内町       | 昭和30年3月31日 比内町               | 比内町                        | 平成17年6月20日 大館市に編入 | 大館市     |
| 独鈷村       | 独鈷村       | 独鈷村                   | 東館村                     | 東館村                      | 東館村                            | 東館村                        | 昭和30年3月31日 比内町       | 昭和30年3月31日 比内町               | 比内町                        | 平成17年6月20日 大館市に編入 | 大館市     |
| 新館村       | 新館村       | 新館村                   | 東館村                     | 東館村                      | 東館村                            | 東館村                        | 昭和30年3月31日 比内町       | 昭和30年3月31日 比内町               | 比内町                        | 平成17年6月20日 大館市に編入 | 大館市     |
| 味噌内村     | 味噌内村     | 味噌内村                 | 東館村                     | 東館村                      | 東館村                            | 東館村                        | 昭和30年3月31日 比内町       | 昭和30年3月31日 比内町               | 比内町                        | 平成17年6月20日 大館市に編入 | 大館市     |
| 中野村       | 中野村       | 中野村                   | 東館村                     | 東館村                      | 東館村                            | 東館村                        | 昭和30年3月31日 比内町       | 昭和30年3月31日 比内町               | 比内町                        | 平成17年6月20日 大館市に編入 | 大館市     |
| 笹館村       | 笹館村       | 笹館村                   | 西館村                     | 西館村                      | 西館村                            | 西館村                        | 昭和30年3月31日 比内町       | 昭和30年3月31日 比内町               | 比内町                        | 平成17年6月20日 大館市に編入 | 大館市     |
| 谷地中村     | 谷地中村     | 谷地中村                 | 西館村                     | 西館村                      | 西館村                            | 西館村                        | 昭和30年3月31日 比内町       | 昭和30年3月31日 比内町               | 比内町                        | 平成17年6月20日 大館市に編入 | 大館市     |
| 達子村       | 達子村       | 明治10年 達子村          | 西館村                     | 西館村                      | 西館村                            | 西館村                        | 昭和30年3月31日 比内町       | 昭和30年3月31日 比内町               | 比内町                        | 平成17年6月20日 大館市に編入 | 大館市     |
| 釣田村       |              | 明治10年 達子村          | 西館村                     | 西館村                      | 西館村                            | 西館村                        | 昭和30年3月31日 比内町       | 昭和30年3月31日 比内町               | 比内町                        | 平成17年6月20日 大館市に編入 | 大館市     |
| 八木橋村     | 八木橋村     | 明治10年 八木橋村        | 西館村                     | 西館村                      | 西館村                            | 西館村                        | 昭和30年3月31日 比内町       | 昭和30年3月31日 比内町               | 比内町                        | 平成17年6月20日 大館市に編入 | 大館市     |
| 寺崎村       |              | 明治10年 八木橋村        | 西館村                     | 西館村                      | 西館村                            | 西館村                        | 昭和30年3月31日 比内町       | 昭和30年3月31日 比内町               | 比内町                        | 平成17年6月20日 大館市に編入 | 大館市     |
| 片貝村       | 片貝村       | 片貝村                   | 西館村                     | 西館村                      | 西館村                            | 西館村                        | 昭和30年3月31日 比内町       | 昭和30年3月31日 比内町               | 比内町                        | 平成17年6月20日 大館市に編入 | 大館市     |
| 小坪沢村     | 小坪沢村     | 小坪沢村                 | 西館村                     | 西館村                      | 西館村                            | 西館村                        | 昭和30年3月31日 比内町       | 昭和30年3月31日 比内町               | 比内町                        | 平成17年6月20日 大館市に編入 | 大館市     |
| 白沢水沢村   | 白沢水沢村   | 白沢水沢村               | 西館村                     | 西館村                      | 西館村                            | 西館村                        | 昭和30年3月31日 比内町       | 昭和30年3月31日 比内町               | 比内町                        | 平成17年6月20日 大館市に編入 | 大館市     |
| 早口村       | 早口村       | 早口村                   | 早口村                     | 早口村                      | 早口村                            | 昭和22年7月1日 町制 早口町    | 早口町                       | 昭和31年9月30日 田代町               | 田代町                        | 平成17年6月20日 大館市に編入 | 大館市     |
| 長坂村       | 長坂村       | 長坂村                   | 早口村                     | 早口村                      | 早口村                            | 昭和22年7月1日 町制 早口町    | 早口町                       | 昭和31年9月30日 田代町               | 田代町                        | 平成17年6月20日 大館市に編入 | 大館市     |
| 外川原村     | 外川原村     | 外川原村                 | 早口村                     | 早口村                      | 早口村                            | 昭和22年7月1日 町制 早口町    | 早口町                       | 昭和31年9月30日 田代町               | 田代町                        | 平成17年6月20日 大館市に編入 | 大館市     |
| 山田村       | 山田村       | 山田村                   | 山瀬村                     | 山瀬村                      | 山瀬村                            | 山瀬村                        | 山瀬村                       | 昭和31年9月30日 田代町               | 田代町                        | 平成17年6月20日 大館市に編入 | 大館市     |
| 岩瀬村       | 岩瀬村       | 岩瀬村                   | 山瀬村                     | 山瀬村                      | 山瀬村                            | 山瀬村                        | 山瀬村                       | 昭和31年9月30日 田代町               | 田代町                        | 平成17年6月20日 大館市に編入 | 大館市     |
| 小繋村       | 小繋村       | 小繋村                   | 七座村                     | 七座村                      | 七座村                            | 七座村                        | 昭和30年4月1日 鷹巣町        | 昭和30年10月1日 山本郡二ツ井町に編入 | 山本郡二ツ井町                | 平成18年3月21日 能代市       | 能代市     |
| 麻生村       | 麻生村       | 麻生村                   | 七座村                     | 七座村                      | 七座村                            | 七座村                        | 昭和30年4月1日 鷹巣町        | 昭和30年10月1日 山本郡二ツ井町に編入 | 山本郡二ツ井町                | 平成18年3月21日 能代市       | 能代市     |
| 黒沢村       | 黒沢村       | 黒沢村                   | 七座村                     | 七座村                      | 七座村                            | 七座村                        | 昭和30年4月1日 鷹巣町        | 鷹巣町                               | 鷹巣町                        | 平成17年3月22日 北秋田市     | 北秋田市   |
| 前山村       | 前山村       | 前山村                   | 七座村                     | 七座村                      | 七座村                            | 七座村                        | 昭和30年4月1日 鷹巣町        | 鷹巣町                               | 鷹巣町                        | 平成17年3月22日 北秋田市     | 北秋田市   |
| 今泉村       | 今泉村       | 今泉村                   | 七座村                     | 七座村                      | 七座村                            | 七座村                        | 昭和30年4月1日 鷹巣町        | 鷹巣町                               | 鷹巣町                        | 平成17年3月22日 北秋田市     | 北秋田市   |
| 鷹巣村       | 鷹巣村       | 鷹巣村                   | 鷹巣村                     | 鷹巣村                      | 明治33年6月5日 町制 鷹巣町        | 鷹巣町                        | 昭和30年4月1日 鷹巣町        | 鷹巣町                               | 鷹巣町                        | 平成17年3月22日 北秋田市     | 北秋田市   |
| 太田新田村   | 太田新田村   | 明治9年 栄村             | 栄村                       | 栄村                        | 栄村                              | 栄村                          | 昭和30年4月1日 鷹巣町        | 鷹巣町                               | 鷹巣町                        | 平成17年3月22日 北秋田市     | 北秋田市   |
| 摩当村       |              | 明治9年 栄村             | 栄村                       | 栄村                        | 栄村                              | 栄村                          | 昭和30年4月1日 鷹巣町        | 鷹巣町                               | 鷹巣町                        | 平成17年3月22日 北秋田市     | 北秋田市   |
| 坊沢村       | 坊沢村       | 坊沢村                   | 坊沢村                     | 坊沢村                      | 坊沢村                            | 坊沢村                        | 昭和30年4月1日 鷹巣町        | 鷹巣町                               | 鷹巣町                        | 平成17年3月22日 北秋田市     | 北秋田市   |
| 中屋敷村     | 中屋敷村     | 中屋敷村                 | 沢口村                     | 沢口村                      | 沢口村                            | 沢口村                        | 昭和30年4月1日 鷹巣町        | 鷹巣町                               | 鷹巣町                        | 平成17年3月22日 北秋田市     | 北秋田市   |
| 脇神村       | 脇神村       | 脇神村                   | 沢口村                     | 沢口村                      | 沢口村                            | 沢口村                        | 昭和30年4月1日 鷹巣町        | 鷹巣町                               | 鷹巣町                        | 平成17年3月22日 北秋田市     | 北秋田市   |
| 小森村       | 小森村       | 小森村                   | 沢口村                     | 沢口村                      | 沢口村                            | 沢口村                        | 昭和30年4月1日 鷹巣町        | 鷹巣町                               | 鷹巣町                        | 平成17年3月22日 北秋田市     | 北秋田市   |
| 綴子村       | 綴子村       | 綴子村                   | 綴子村                     | 綴子村                      | 綴子村                            | 綴子村                        | 綴子村                       | 昭和31年9月30日 鷹巣町に編入         | 鷹巣町                        | 平成17年3月22日 北秋田市     | 北秋田市   |
| 七日市村     | 七日市村     | 明治9年 七日市村         | 七日市村                   | 七日市村                    | 七日市村                          | 七日市村                      | 七日市村                     | 昭和31年9月30日 鷹巣町に編入         | 鷹巣町                        | 平成17年3月22日 北秋田市     | 北秋田市   |
| 横淵村       |              | 明治9年 七日市村         | 七日市村                   | 七日市村                    | 七日市村                          | 七日市村                      | 七日市村                     | 昭和31年9月30日 鷹巣町に編入         | 鷹巣町                        | 平成17年3月22日 北秋田市     | 北秋田市   |
| 岩脇村       |              | 明治9年 七日市村         | 七日市村                   | 七日市村                    | 七日市村                          | 七日市村                      | 七日市村                     | 昭和31年9月30日 鷹巣町に編入         | 鷹巣町                        | 平成17年3月22日 北秋田市     | 北秋田市   |
| 品類村       |              | 明治9年 七日市村         | 七日市村                   | 七日市村                    | 七日市村                          | 七日市村                      | 七日市村                     | 昭和31年9月30日 鷹巣町に編入         | 鷹巣町                        | 平成17年3月22日 北秋田市     | 北秋田市   |
| 米内沢村     | 米内沢村     | 米内沢村                 | 米内沢村                   | 米内沢村                    | 明治35年6月14日 町制 米内沢町     | 米内沢町                      | 米内沢町                     | 昭和31年9月30日 森吉町               | 森吉町                        | 平成17年3月22日 北秋田市     | 北秋田市   |
| 本城村       | 本城村       | 本城村                   | 米内沢村                   | 米内沢村                    | 明治35年6月14日 町制 米内沢町     | 米内沢町                      | 米内沢町                     | 昭和31年9月30日 森吉町               | 森吉町                        | 平成17年3月22日 北秋田市     | 北秋田市   |
| 浦田村       | 浦田村       | 明治9年 浦田村           | 米内沢村                   | 米内沢村                    | 明治35年6月14日 町制 米内沢町     | 米内沢町                      | 米内沢町                     | 昭和31年9月30日 森吉町               | 森吉町                        | 平成17年3月22日 北秋田市     | 北秋田市   |
| 寄延村       |              | 明治9年 浦田村           | 米内沢村                   | 米内沢村                    | 明治35年6月14日 町制 米内沢町     | 米内沢町                      | 米内沢町                     | 昭和31年9月30日 森吉町               | 森吉町                        | 平成17年3月22日 北秋田市     | 北秋田市   |
| 前田村       | 前田村       | 明治4年 改称 阿仁前田村  | 前田村                     | 前田村                      | 前田村                            | 前田村                        | 前田村                       | 昭和31年9月30日 森吉町               | 森吉町                        | 平成17年3月22日 北秋田市     | 北秋田市   |
| 五味堀村     | 五味堀村     | 五味堀村                 | 前田村                     | 前田村                      | 前田村                            | 前田村                        | 前田村                       | 昭和31年9月30日 森吉町               | 森吉町                        | 平成17年3月22日 北秋田市     | 北秋田市   |
| 根森田村     | 根森田村     | 根森田村                 | 前田村                     | 前田村                      | 前田村                            | 前田村                        | 前田村                       | 昭和31年9月30日 森吉町               | 森吉町                        | 平成17年3月22日 北秋田市     | 北秋田市   |
| 森吉村       | 森吉村       | 森吉村                   | 前田村                     | 前田村                      | 前田村                            | 前田村                        | 前田村                       | 昭和31年9月30日 森吉町               | 森吉町                        | 平成17年3月22日 北秋田市     | 北秋田市   |
| 小又村       | 小又村       | 小又村                   | 前田村                     | 前田村                      | 前田村                            | 前田村                        | 前田村                       | 昭和31年9月30日 森吉町               | 森吉町                        | 平成17年3月22日 北秋田市     | 北秋田市   |
| 桂瀬村       | 桂瀬村       | 桂瀬村                   | 前田村                     | 前田村                      | 前田村                            | 前田村                        | 前田村                       | 昭和31年9月30日 森吉町               | 森吉町                        | 平成17年3月22日 北秋田市     | 北秋田市   |
| 荒瀬村       |              | 荒瀬村                   | 荒瀬村                     | 荒瀬村                      | 荒瀬村                            | 昭和12年9月1日 改称 大阿仁村  | 昭和30年4月1日 阿仁町        | 昭和30年4月1日 阿仁町                | 阿仁町                        | 平成17年3月22日 北秋田市     | 北秋田市   |
| 荒瀬村       | 一部         | 荒瀬村                   | 荒瀬村                     | 荒瀬村                      | 荒瀬村                            | 昭和12年4月1日 阿仁合町に編入 | 昭和30年4月1日 阿仁町        | 昭和30年4月1日 阿仁町                | 阿仁町                        | 平成17年3月22日 北秋田市     | 北秋田市   |
| 荒瀬村       | 一部         | 荒瀬村                   | 荒瀬村                     | 明治29年 阿仁銅山村に編入   | 明治30年1月21日 町制改称 阿仁合町 | 阿仁合町                      | 昭和30年4月1日 阿仁町        | 昭和30年4月1日 阿仁町                | 阿仁町                        | 平成17年3月22日 北秋田市     | 北秋田市   |
| 小様村       | 小様村       | 小様村                   | 阿仁銅山村                 | 阿仁銅山村                  | 明治30年1月21日 町制改称 阿仁合町 | 阿仁合町                      | 昭和30年4月1日 阿仁町        | 昭和30年4月1日 阿仁町                | 阿仁町                        | 平成17年3月22日 北秋田市     | 北秋田市   |
| 小淵村       | 小淵村       | 小淵村                   | 阿仁銅山村                 | 阿仁銅山村                  | 明治30年1月21日 町制改称 阿仁合町 | 阿仁合町                      | 昭和30年4月1日 阿仁町        | 昭和30年4月1日 阿仁町                | 阿仁町                        | 平成17年3月22日 北秋田市     | 北秋田市   |
| 水無村       | 水無村       | 水無村                   | 阿仁銅山村                 | 阿仁銅山村                  | 明治30年1月21日 町制改称 阿仁合町 | 阿仁合町                      | 昭和30年4月1日 阿仁町        | 昭和30年4月1日 阿仁町                | 阿仁町                        | 平成17年3月22日 北秋田市     | 北秋田市   |
| 吉田村       | 吉田村       | 吉田村                   | 阿仁銅山村                 | 阿仁銅山村                  | 明治30年1月21日 町制改称 阿仁合町 | 阿仁合町                      | 昭和30年4月1日 阿仁町        | 昭和30年4月1日 阿仁町                | 阿仁町                        | 平成17年3月22日 北秋田市     | 北秋田市   |
| 阿仁銀山町   | 阿仁銀山町   | 阿仁銀山町               | 阿仁銅山村                 | 阿仁銅山村                  | 明治30年1月21日 町制改称 阿仁合町 | 阿仁合町                      | 昭和30年4月1日 阿仁町        | 昭和30年4月1日 阿仁町                | 阿仁町                        | 平成17年3月22日 北秋田市     | 北秋田市   |
| 真木沢鉱山   | 真木沢鉱山   | 真木沢鉱山               | 阿仁銅山村                 | 阿仁銅山村                  | 明治30年1月21日 町制改称 阿仁合町 | 阿仁合町                      | 昭和30年4月1日 阿仁町        | 昭和30年4月1日 阿仁町                | 阿仁町                        | 平成17年3月22日 北秋田市     | 北秋田市   |
| 一ノ又鉱山   | 一ノ又鉱山   | 一ノ又鉱山               | 阿仁銅山村                 | 阿仁銅山村                  | 明治30年1月21日 町制改称 阿仁合町 | 阿仁合町                      | 昭和30年4月1日 阿仁町        | 昭和30年4月1日 阿仁町                | 阿仁町                        | 平成17年3月22日 北秋田市     | 北秋田市   |
| 三枚鉱山     | 三枚鉱山     | 三枚鉱山                 | 阿仁銅山村                 | 阿仁銅山村                  | 明治30年1月21日 町制改称 阿仁合町 | 阿仁合町                      | 昭和30年4月1日 阿仁町        | 昭和30年4月1日 阿仁町                | 阿仁町                        | 平成17年3月22日 北秋田市     | 北秋田市   |
| 小沢鉱山     | 小沢鉱山     | 小沢鉱山                 | 阿仁銅山村                 | 阿仁銅山村                  | 明治30年1月21日 町制改称 阿仁合町 | 阿仁合町                      | 昭和30年4月1日 阿仁町        | 昭和30年4月1日 阿仁町                | 阿仁町                        | 平成17年3月22日 北秋田市     | 北秋田市   |
| 萱草鉱山     | 萱草鉱山     | 萱草鉱山                 | 阿仁銅山村                 | 阿仁銅山村                  | 明治30年1月21日 町制改称 阿仁合町 | 阿仁合町                      | 昭和30年4月1日 阿仁町        | 昭和30年4月1日 阿仁町                | 阿仁町                        | 平成17年3月22日 北秋田市     | 北秋田市   |
| 二ノ又鉱山   | 二ノ又鉱山   | 二ノ又鉱山               | 阿仁銅山村                 | 阿仁銅山村                  | 明治30年1月21日 町制改称 阿仁合町 | 阿仁合町                      | 昭和30年4月1日 阿仁町        | 昭和30年4月1日 阿仁町                | 阿仁町                        | 平成17年3月22日 北秋田市     | 北秋田市   |
| 上杉村       | 上杉村       | 上杉村                   | 大野村                     | 明治25年4月11日 上大野村    | 明治25年4月11日 上大野村          | 上大野村                      | 昭和30年3月31日 合川町       | 昭和30年3月31日 合川町               | 合川町                        | 平成17年3月22日 北秋田市     | 北秋田市   |
| 下杉村       | 下杉村       | 下杉村                   | 大野村                     | 明治25年4月11日 上大野村    | 明治25年4月11日 上大野村          | 上大野村                      | 昭和30年3月31日 合川町       | 昭和30年3月31日 合川町               | 合川町                        | 平成17年3月22日 北秋田市     | 北秋田市   |
| 川井村       | 川井村       | 川井村                   | 大野村                     | 明治25年4月11日 上大野村    | 明治25年4月11日 上大野村          | 上大野村                      | 昭和30年3月31日 合川町       | 昭和30年3月31日 合川町               | 合川町                        | 平成17年3月22日 北秋田市     | 北秋田市   |
| 道城村       | 道城村       | 道城村                   | 大野村                     | 明治25年4月11日 上大野村    | 明治25年4月11日 上大野村          | 上大野村                      | 昭和30年3月31日 合川町       | 昭和30年3月31日 合川町               | 合川町                        | 平成17年3月22日 北秋田市     | 北秋田市   |
| 木戸石村     | 木戸石村     | 木戸石村                 | 大野村                     | 明治25年4月11日 下大野村    | 明治25年4月11日 下大野村          | 下大野村                      | 昭和30年3月31日 合川町       | 昭和30年3月31日 合川町               | 合川町                        | 平成17年3月22日 北秋田市     | 北秋田市   |
| 八幡岱新田村 | 八幡岱新田村 | 八幡岱新田村             | 大野村                     | 明治25年4月11日 下大野村    | 明治25年4月11日 下大野村          | 下大野村                      | 昭和30年3月31日 合川町       | 昭和30年3月31日 合川町               | 合川町                        | 平成17年3月22日 北秋田市     | 北秋田市   |
| 増沢村       | 増沢村       | 増沢村                   | 大野村                     | 明治25年4月11日 下大野村    | 明治25年4月11日 下大野村          | 下大野村                      | 昭和30年3月31日 合川町       | 昭和30年3月31日 合川町               | 合川町                        | 平成17年3月22日 北秋田市     | 北秋田市   |
| 李岱村       | 李岱村       | 李岱村                   | 落合村                     | 落合村                      | 落合村                            | 落合村                        | 昭和30年3月31日 合川町       | 昭和30年3月31日 合川町               | 合川町                        | 平成17年3月22日 北秋田市     | 北秋田市   |
| 福田村       | 福田村       | 福田村                   | 落合村                     | 落合村                      | 落合村                            | 落合村                        | 昭和30年3月31日 合川町       | 昭和30年3月31日 合川町               | 合川町                        | 平成17年3月22日 北秋田市     | 北秋田市   |
| 新田目村     | 新田目村     | 新田目村                 | 落合村                     | 落合村                      | 落合村                            | 落合村                        | 昭和30年3月31日 合川町       | 昭和30年3月31日 合川町               | 合川町                        | 平成17年3月22日 北秋田市     | 北秋田市   |
| 羽根山村     | 羽根山村     | 羽根山村                 | 落合村                     | 落合村                      | 落合村                            | 落合村                        | 昭和30年3月31日 合川町       | 昭和30年3月31日 合川町               | 合川町                        | 平成17年3月22日 北秋田市     | 北秋田市   |
| 芹沢村       | 芹沢村       | 芹沢村                   | 下小阿仁村                 | 下小阿仁村                  | 下小阿仁村                        | 下小阿仁村                    | 昭和30年3月31日 合川町       | 昭和30年3月31日 合川町               | 合川町                        | 平成17年3月22日 北秋田市     | 北秋田市   |
| 鎌沢村       | 鎌沢村       | 鎌沢村                   | 下小阿仁村                 | 下小阿仁村                  | 下小阿仁村                        | 下小阿仁村                    | 昭和30年3月31日 合川町       | 昭和30年3月31日 合川町               | 合川町                        | 平成17年3月22日 北秋田市     | 北秋田市   |
| 三木田村     | 三木田村     | 明治9年 三木田村         | 下小阿仁村                 | 下小阿仁村                  | 下小阿仁村                        | 下小阿仁村                    | 昭和30年3月31日 合川町       | 昭和30年3月31日 合川町               | 合川町                        | 平成17年3月22日 北秋田市     | 北秋田市   |
| 摩当沢村     |              | 明治9年 三木田村         | 下小阿仁村                 | 下小阿仁村                  | 下小阿仁村                        | 下小阿仁村                    | 昭和30年3月31日 合川町       | 昭和30年3月31日 合川町               | 合川町                        | 平成17年3月22日 北秋田市     | 北秋田市   |
| 三里村       | 三里村       | 三里村                   | 下小阿仁村                 | 下小阿仁村                  | 下小阿仁村                        | 下小阿仁村                    | 昭和30年3月31日 合川町       | 昭和30年3月31日 合川町               | 合川町                        | 平成17年3月22日 北秋田市     | 北秋田市   |
| 根田村       | 根田村       | 根田村                   | 下小阿仁村                 | 下小阿仁村                  | 下小阿仁村                        | 下小阿仁村                    | 昭和30年3月31日 合川町       | 昭和30年3月31日 合川町               | 合川町                        | 平成17年3月22日 北秋田市     | 北秋田市   |
| 小沢田村     | 小沢田村     | 小沢田村                 | 上小阿仁村                 | 上小阿仁村                  | 上小阿仁村                        | 上小阿仁村                    | 上小阿仁村                   | 上小阿仁村                           | 上小阿仁村                    | 上小阿仁村                   | 上小阿仁村 |
| 堂川村       | 堂川村       | 堂川村                   | 上小阿仁村                 | 上小阿仁村                  | 上小阿仁村                        | 上小阿仁村                    | 上小阿仁村                   | 上小阿仁村                           | 上小阿仁村                    | 上小阿仁村                   | 上小阿仁村 |
| 仏社村       | 仏社村       | 仏社村                   | 上小阿仁村                 | 上小阿仁村                  | 上小阿仁村                        | 上小阿仁村                    | 上小阿仁村                   | 上小阿仁村                           | 上小阿仁村                    | 上小阿仁村                   | 上小阿仁村 |
| 杉花村       | 杉花村       | 杉花村                   | 上小阿仁村                 | 上小阿仁村                  | 上小阿仁村                        | 上小阿仁村                    | 上小阿仁村                   | 上小阿仁村                           | 上小阿仁村                    | 上小阿仁村                   | 上小阿仁村 |
| 五反沢村     | 五反沢村     | 五反沢村                 | 上小阿仁村                 | 上小阿仁村                  | 上小阿仁村                        | 上小阿仁村                    | 上小阿仁村                   | 上小阿仁村                           | 上小阿仁村                    | 上小阿仁村                   | 上小阿仁村 |
| 福館村       | 福館村       | 福館村                   | 上小阿仁村                 | 上小阿仁村                  | 上小阿仁村                        | 上小阿仁村                    | 上小阿仁村                   | 上小阿仁村                           | 上小阿仁村                    | 上小阿仁村                   | 上小阿仁村 |
| 大林村       | 大林村       | 大林村                   | 上小阿仁村                 | 上小阿仁村                  | 上小阿仁村                        | 上小阿仁村                    | 上小阿仁村                   | 上小阿仁村                           | 上小阿仁村                    | 上小阿仁村                   | 上小阿仁村 |
| 南沢村       | 南沢村       | 南沢村                   | 上小阿仁村                 | 上小阿仁村                  | 上小阿仁村                        | 上小阿仁村                    | 上小阿仁村                   | 上小阿仁村                           | 上小阿仁村                    | 上小阿仁村                   | 上小阿仁村 |
| 沖田面村     | 沖田面村     | 沖田面村                 | 上小阿仁村                 | 上小阿仁村                  | 上小阿仁村                        | 上小阿仁村                    | 上小阿仁村                   | 上小阿仁村                           | 上小阿仁村                    | 上小阿仁村                   | 上小阿仁村 |

## 市町村合併
- 上小阿仁村は「財政難の時には借金をするより村有林を伐れ」と伝えられていることもあり、「合併特例よりも村有林の伐採」による財政健全化を選択、また自立志向が強いために当初から自立を表明。

## 行政
歴代郡長
| 代 | 氏名 | 就任年月日                 | 退任年月日                | 備考                   |
| -- | ---- | -------------------------- | ------------------------- | ---------------------- |
| 1  |      | 明治11年（1878年）12月23日 |                           |                        |
|    |      |                            | 大正15年（1926年）6月30日 | 郡役所廃止により、廃官 |